# Автобіографічний роман

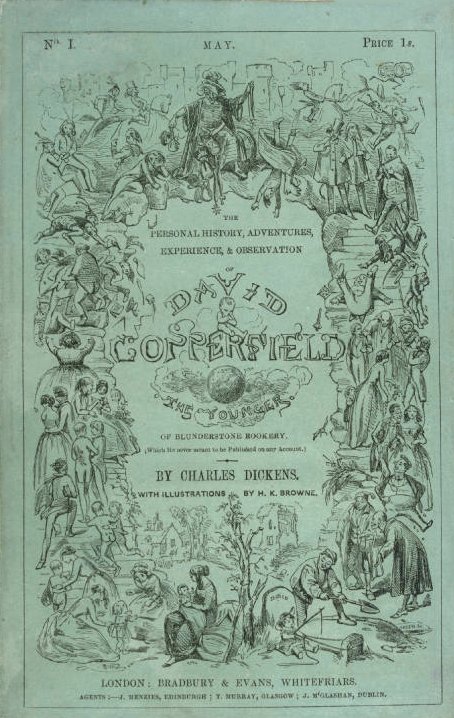
Автобіографічний роман «Девід Коперфілд», Чарлз Дікенс

Рома́н автобіографі́чний — жанровий різновид роману, в якому головним персонажем виступає сам автор, а події, вміщені у фабулі, — достеменні події з його життя.
Як образ головного персонажа, так і його сюжет — це художня обробка фактів, пережитих автором. Одним із найдавніших автобіографічних романів є «Сповідь» Блаженного Августина. Типовий зразок автобіографічного роману — «Сповідь» Ж.-Ж. Руссо.
Автобіографічний роман не слід ототожнювати з романом-щоденником, мемуарною прозою. В мемуарній прозі автора передовсім цікавить світ, який він описує, а відтак — власна персона. У щоденнику немає розриву між часом написання і часом, про який йдеться в оповіді. Як різновид біографічного роману, роман автобіографічний більш концентровано й послідовно втілює авторські погляди, суб'єктивно трактуючи події й факти життя.
Елементи автобіографізму простежуються в романах «Дума про тебе», «Гусі-лебеді летять» М. Стельмаха, «Чайка» Д. Бузька, «Волинь» У. Самчука та ін.

## Джерело
- Літературознавчий словник-довідник за редакцією Р. Т. Гром'яка, Ю. І. Коваліва, В. І. Теремка. — К.: ВЦ «Академія», 2007